# Interkomunia
Interkomunia, wspólnota eucharystyczna – uczestniczenie w jednej Eucharystii (Uczcie Eucharystycznej) chrześcijan różnych wyznań.

## Rodzaje interkomunii
Wyróżniane są różne rodzaje interkomunii:
- Interkomunia w ścisłym znaczeniu, czyli przystępowaniu chrześcijan do Stołu Pańskiego po porozumieniu się z hierarchią swoich Kościołów. Taka interkomunia może istnieć tam, gdzie istnieją tak samo pojmowane sakramenty kapłaństwa i Eucharystii (np. potencjalnie interkomunia może zaistnieć między takimi Kościołami jak Kościół rzymskokatolicki, Kościoły starokatolickie i Kościół prawosławny);
- intercelebracja – wspólne sprawowanie Eucharystii i Mszy św. odnosi się tylko do duchownych, mających ważnie udzielony sakrament kapłaństwa. W poszczególnych wypadkach należy uzyskiwać zezwolenie kompetentnych władz kościelnych;
- komunia wolna – wszyscy, nawet nieochrzczeni mają możliwość przystępowania do Komunii św., jeżeli kochają Chrystusa i wierzą, że jest On obecny pod postaciami chleba i wina;
- komunia otwarta – określenie chrześcijan różnych wyznań, którzy przystępują do Stołu Pańskiego, czyli jedna denominacja dopuszcza członków innej do swojej komunii. Komunia ta może występować w różnych postaciach:
  - komunia otwarta dla wszystkich (à tous);
  - komunia otwarta wzajemna lub obustronna (réciproque);
  - komunia otwarta z ograniczeniem (limitée);
  - komunia zamknięta (fermeé).

## Interkomunia Kościoła Anglikańskiego
- Od 1931 r. istnieje pomiędzy Kościołami anglikańskimi a Kościołami starokatolickimi Unii Utrechckiej  pełna interkomunia wyrażająca się w obustronnym uznaniu ważności święceń kapłańskich  (diakonatu, prezbiteratu i episkopatu) oraz wspólnej celebracji liturgii[2].

- Wspólnota Porvoo – jest to związek dwunastu europejskich Kościołów anglikańskich i luterańskich.

## Interkomunia w Polsce
W Polsce istnieje interkomunia pomiędzy Kościołem Starokatolickim Mariawitów i Kościołem Polskokatolickim oraz pomiędzy Kościołem Polskokatolickim jako członkiem Unii Utrechckiej a Kościołem anglikańskim. Wspólnotę Ołtarza (Wieczerzy Pańskiej) praktykują również m.in. trzy bliskie doktrynalnie kościoły ewangelickie: Kościół Ewangelicko-Augsburski w RP, Kościół Ewangelicko-Reformowany w RP i Kościół Ewangelicko-Metodystyczny w RP, które należą do sygnatariuszy Konkordii Leuenberskiej, dokumentu z 1973 zbliżającego pokrewne kościoły protestanckie przez możliwość intercelebracji nabożeństw i interkomunii. W Reformowanym Kościele Katolickim do udziału w eucharystii dopuszcza się każdą osobę ochrzczoną w Kościele wyznającym wiarę w Trójcę Świętą.
Istnieje także interkomunia pomiędzy kościołem rzymskokatolickim a kościołami wschodnimi.